# 早稲田育英ゼミナール
早稲田育英ゼミナール（わせだいくえいゼミナール）は、1980年2月に創業した東京都新宿区新宿に本社を置く、老舗の個別指導学習塾である。教室数や従業員数などの事業規模は非公開。略称は、早稲育（ワセイク）。

## 概要
当塾は小学生・中学生・高校生を対象とした、「先生1名：生徒1～3名」を中心とした老舗の個別指導学習塾である。指導科目は、小学生は5科目（国語・算数・初等英語・理科・社会）、中学生は5科目（国語・数学・英語・理科・社会）、高校生は3科目（国語・数学・英語）であり、授業時間は、小学生は60分、中学生・高校生は80～90分である。
当塾FC本部の特長は、「開業資金がリーズナブル」「老舗の個別指導学習塾としての実績・ノウハウ」「FC加盟教室オーナーの自由度が高い（学習塾業界初となる、本業・副業・資力・多忙さ・関わり度合い等に応じた、オーダーメイドな塾経営）」の三点が挙げられる。

## 沿革
- 1980年2月 - 育英ゼミナール（高校・大学入試の学習指導を中心とする個人塾）を創設
- 1985年10月 - 株式会社早稲田育英ゼミナールとして法人化し、FC展開を開始。当初は「少人数指導教室」として、東京23区を中心に展開（対象学年：小学生・中学生・高校生）
- 1988年3月 - 従来の一斉授業方式に、個別指導方式を採り入れる
- 1889年3月 - 全教室を「先生1名：生徒2名」の完全個別指導方式に変更
- 1994年9月 - 「株式会社レイメイ印刷」として印刷部門が独立
- 1995年4月 - 東京圏（東京都、神奈川県、千葉県、埼玉県）を中心に、関東一円（東京圏、茨城県、栃木県、群馬県、山梨県、静岡県）に拡大
- 1995年11月 - 関西本部創設
- 1997年4月 - 月刊情報誌「ゼミナール通信」発刊
- 2000年1月 - 日本作文指導センター株式会社との提携により、「作文・小論文添削教室」導入[11]。漢検・英検・数学検定の各コース導入
- 2000年8月 - ホームページ開設・オンライン対応
- 2001年3月 - 月刊情報誌「みちしるべ」発刊
- 2003年1月 - 九州本部創設
- 2006年12月 - 安全対策「メール配信」システム導入
- 2010年4月 - 株式会社ティエラコムとの提携により、学習塾経営の総合支援システムであるWISシステム「BIT CAMPUS EX」導入[12]
- 2011年4月 - ギガビジョン株式会社との提携により、駿台・河合・代ゼミ・Z会・SAPIX・四谷大塚等々の大手予備校・有名進学塾に所属又は指導経験がある、カリスマ講師陣による約5,000タイトルに及ぶWEB映像授業「e点ネットワーク」導入[13]
- 2012年4月 - 早稲田式学力診断テストWING導入
- 2014年4月 - 株式会社スプリックスとの提携により、ロザン等々の吉本興業グループに所属する、有名お笑いタレントによるWEB映像授業「『楽しく学べる』シリーズ」（よしもと×SPRIX）導入[14][15]
- 2015年1月 - 週3回5教科指導（中学5科目対応コース）の推進

## 事業所
関西・中部本部
- 大阪府大阪市中央区天満橋京町2-13 ワキタ天満橋ビル3F

九州本部
- 福岡県福岡市中央区大手門3-3-16 やよいビル2F

## 関連会社
- 日本作文指導センター株式会社
- 株式会社レイメイ印刷